# Julino Brdo
Julino Brdo (in serbo Јулино брдо?) è un quartiere urbano della capitale serba di Belgrado. Si trova nel comune di Čukarica a Belgrado.

## Posizione
Julino Brdo è la punta più settentrionale del quartiere di Žarkovo, situato tra i quartieri di Čukarica a nord, Banovo Brdo a est e nord-est, Žarkovo a sud e Makiš a ovest. Il quartiere secondario di Žarkovo, Zmajevac, si trova a sud-ovest, mentre Sunčana Padina e Repište sono a sud-est.

## Caratteristiche

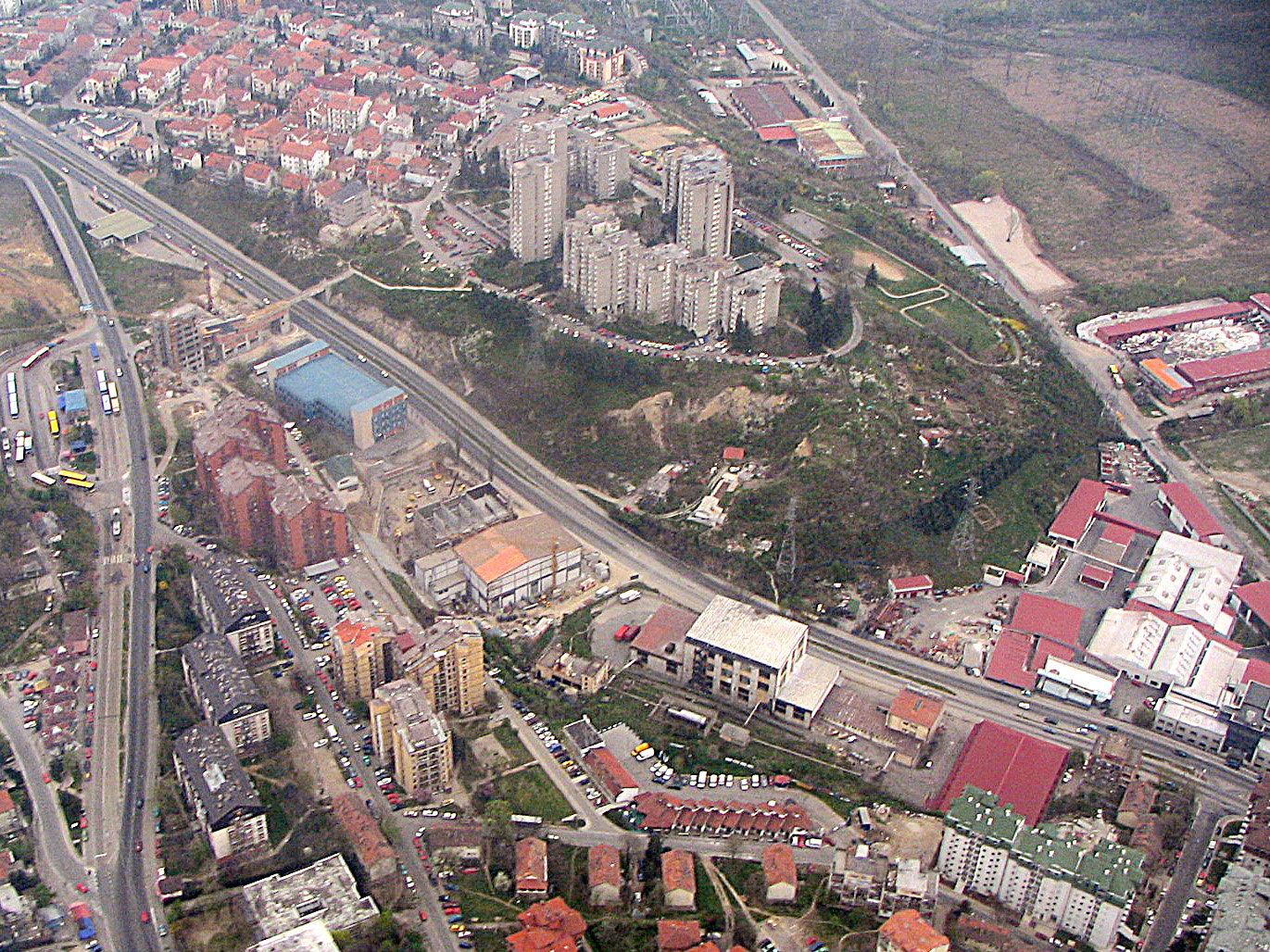
Vista aerea di Julino Brdo

Il nome della collina apparve dopo il 1950. Il quartiere fu costruito nel 1967, con i primi inquilini che vi si trasferirono nel 1970. Ci volle un po' di tempo prima che il quartiere fosse completamente attrezzato e, data la sua posizione solitaria in cima alla collina, all'epoca veniva chiamato "fine del mondo". Julino Brdo era originariamente previsto per 5.000 abitanti.
Il quartiere è composto da una strada circolare circondata da altre tre strade che chiudono un triangolo attorno al cerchio. Poiché Julino Brdo è costituito da diversi alti grattacieli sulla cima di una collina, il quartiere è chiaramente visibile dalle parti basse di Belgrado, soprattutto dall'altra parte del fiume Sava, ad es. (Novi Beograd e Zemun).
In termini di architettura, il quartiere è lodato come il design e la struttura di "ordine superiore". Viene descritto come un complesso urbano non seriale di successo, simile al quartiere di Labudovo Brdo.
Nel 1999 iniziò la costruzione del ponte pedonale che collegòherà direttamente Julino Brdo al principale capolinea dei trasporti pubblici di Banovo Brdo. Attraversa la trafficatissima via Maršala Tolbuhina, ovvero il tratto urbano dell'autostrada Ibar, e fu costruito come parte del complesso che doveva comprendere due edifici e un altopiano da cui si estendeva il ponte. La ditta che vinse l'appalto per la costruzione, la "Stankom", fallì e sebbene la maggior parte dei lavori fosse terminata, non furono mai completati e gli edifici non finiti furono abbandonati alle intemperie. Senza alcuna manutenzione, il ponte si è deteriorato nel tempo, ma i residenti lo utilizzano ancora. Nel giugno 2019, la città annunciò ufficialmente il completamento dei lavori che sarebbero iniziati ad agosto, ma i creditori di "Stankom" rifiutarono l'accordo offerto. Nell'aprile 2022, i varchi si aprirono sul ponte e l'intero complesso abbandonato fu descritto come il set di un film horror.

## Amministrazione
Per diversi decenni Julino Brdo ha costituito una delle comunità locali, unità amministrative subcomunali, all'interno del comune di Čukarica. Inizialmente si chiamava ufficialmente Julino Brdo (censimento del 1981), ma in seguito fu ribattezzato Poručnika Spasića i Mašere. Secondo i censimenti, aveva una popolazione di 6.998 nel 1981, 6.702 nel 1991 e 6.683 nel 2002. Prima del censimento del 2011, si è fusa con le comunità locali di Bele Vode e Staro Žarkovo nella comunità locale di Žarkovo.

## Economia
Nella zona sono stati costruiti gli impianti dell'acquedotto di Belgrado (nodo idrotecnico Julino Brdo), tra cui i primi serbatoi fuori terra per l'acqua potabile in Serbia e due tunnel (T-1 e T-1-T2) per la conduzione dell'acqua alla centrale Belgrado (Tašmajdan). L'ampliamento dell'acquedotto Makiš-Julino Brdo-Banovo Brdo comprenderà altri due serbatoi più grandi e un nuovo tunnel (T-2) che condurrà l'acqua a Košutnjak e Topčider.